# Segelverein „Weser“
Der Segelverein „Weser“ (SVW) ist ein deutscher Segelverein in Bremen-Östliche Vorstadt, Yachthafen Auf dem Peterswerder beim Weserstadion.

## Geschichte
Der Segelverein Weser wurde am 8. Januar 1884 von 28 Mitgliedern gegründet. Er ist der älteste Bremer Segelverein und einer der ältesten in Deutschland. Ein von der Stadt zugewiesenes Grundstück an der Weser wurde zum Hafen und Liegeplatz für die Jollen. Das zunächst noch schwimmende Bootshaus wurde 1913 durch ein festes Clubhaus am Hafen ersetzt. Zu dieser Zeit wurden bereits zahlreiche Regatten vor dem Vereinsgelände, sowie an Ober- und Unterweser, gesegelt.

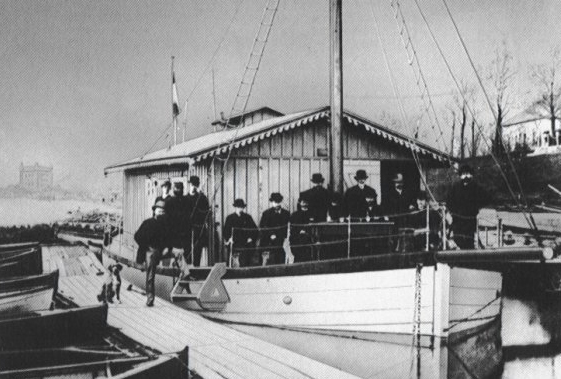
Das erste Bootshaus

Nach dem Ersten Weltkrieg wurden ab 1919 wieder Regatten ausgetragen und das Vereinsleben neu belebt. Im Zuge der Demokratisierung und des Frauenwahlrechts wurde die Satzung geändert und Frauen somit die Möglichkeit gegeben, aktive Mitglieder zu werden. Im selben Jahr wurde auch die erste Jugendabteilung gegründet, zwar noch ohne Boote, aber mit genug Jugendlichen die in Theorie und Praxis des Regattasports eingewiesen wurden.
Bis zum Beginn des Zweiten Weltkrieges nahm die Mitgliederzahl stetig zu.
Die Jugendabteilung erhielt drei neue Jollen, mit denen an den Vorentscheidungen zur Olympiaauswahl teilgenommen wurde. Im darauffolgenden Krieg kam der Segelsport nach und nach zum Erliegen, da viele Mitglieder zum Dienst an der Waffe herangezogen wurden und später der Luftkrieg den Hafen und das Gelände schwer beschädigten. In der Besatzungszeit wurde das Bootshaus zur Kommandozentrale, zunächst für die Briten, später für die Amerikaner. Der Stadion Boat Club wurde gegründet und der Bestand des SVW von den Besatzungsmächten beschlagnahmt. Die durch Bomben zerstörte hölzerne Spundwand wurde von den Amerikanern durch eine neue Stahlspundwand ersetzt.

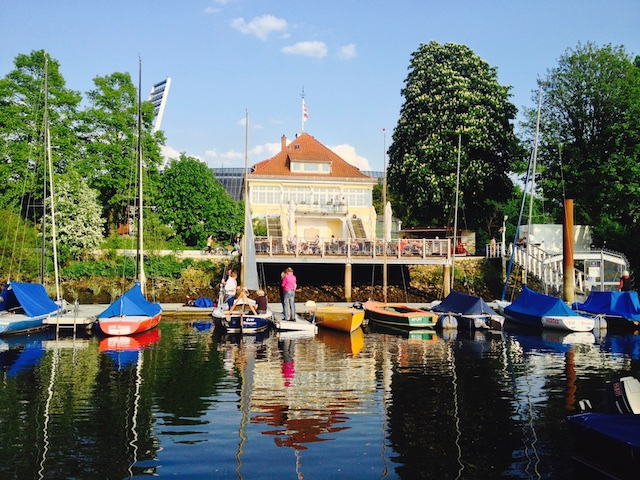
Clubhaus Auf dem Peterswerder vor dem Weserstadion

1947 begann der Verein aufs neue, Mitglieder zusammen zu rufen. Die im Hafen versenkten Jollen wurden geborgen und die Anlage wieder instand gesetzt. Im September desselben Jahres wurde die offizielle Wiedereröffnung gefeiert.
2010 gewann die patent3-Crew, eine X-332 um Steuermann Jens Tschentscher und Eigner Jürgen Klinghardt, die Seesegel-Weltmeisterschaft;  2012 wurden sie Vize-Weltmeister.

## Jugendarbeit
Die Jugendabteilung des Vereins steht für Kinder und Jugendliche zwischen 10 und 22 Jahren offen.

## Vereinsflotte
Stand 2023
- 2 Weserjolle
- 5 Dyas
- 1 Randmeerjolle
- 2 Schwertzugvogel
- 3 Polyvalk
- 5 Laser